# Bosse Östlin
Bo Håkan "Bosse" Östlin, född 3 februari 1952 i Njutångers församling i Gävleborgs län, död 20 juli 2015 i Hudiksvall, var en skådespelare i Glada Hudik-teatern som medverkade i Hur många lingon finns det i världen? och Hur många kramar finns det i världen?.
Efter hans död restes i november 2016 en staty över honom i Kanalparken i centrala Hudiksvall.
I maj 2017 hade filmen "Lova att aldrig sluta kramas" premiär, med en specialvisning på utomhusskärm vid Bosses staty i Kanalparken i Hudiksvall den 31 maj 2017.